# Lygisaurus foliorum
Lygisaurus foliorum är en ödleart som beskrevs av  De 1884. Lygisaurus foliorum ingår i släktet Lygisaurus och familjen skinkar. Inga underarter finns listade i Catalogue of Life.